# Ровареј (Долина Аосте)
Ровареј је насеље у Италији у округу Долина Аосте, региону Долина Аосте.
Према процени из 2011. у насељу је живело 106 становника. Насеље се налази на надморској висини од 552 м.